# Nephrotoma perobliqua
Nephrotoma perobliqua är en tvåvingeart som beskrevs av Alexander 1936. Nephrotoma perobliqua ingår i släktet Nephrotoma och familjen storharkrankar. Inga underarter finns listade i Catalogue of Life.